# 沖口優奈
沖口 優奈（おきぐち ゆうな、1998年2月10日 - ）は、日本の女性アイドル、アイドルプロデューサー。タロット占い師。女性アイドルグループ・マジカル・パンチラインのメンバーでリーダーとプロデューサーを務める。大阪府出身。ボックスコーポレーション所属。

## 略歴
2011年、アイドリング!!!5期生オーディションに応募。最終候補に残り、12月4日、「アイドリング!!! 11th LIVE『めっちゃ近いぞ！ビッグエッグング!!!』」（TOKYO DOME CITY HALL）でお披露目。しかし落選し、以後暫く表立った活動は無かった。
2016年2月19日、「マジカル・パンチライン特設カウントダウンサイト」に5人目のメンバーとして登場。同年7月20日、ポニーキャニオンよりメジャーデビュー。
2017年、週刊ヤングジャンプ主催の「サキドルエースSURVIVAL SEASON7」に参加。
2018年4月、鶴見萌（元・虹のコンキスタドール）、安藤笑（元・Ange☆Reve）とともに、8月25・26日に横浜アリーナで行われる@JAM EXPO 2018のオフィシャルナビゲーターを務める期間限定ユニット「MEY」を結成。
2018年5月、佐藤麗奈の卒業により不在となっていたマジカル・パンチラインのリーダーに就任。
2021年2月、マジカル・パンチラインの新体制に伴い、プロデューサーに就任し兼任。

## 人物
マジカル・パンチラインでのキャッチフレーズは当初は「魔力は豊富なオチ担当」であった。グループで唯一の関西出身であることに因むが、「関西人やからって全員面白いと思うな」との主張を再三行っており、2018年4月マジパン4人体制以降、「マジパンのオチ担当、面白くない関西人代表」に変更された。
沖口自身は「1度も落とせたことがない」と悩む節の発言していたが、吉田尚記はむしろ「ずっと普通のことを言っているのがめちゃくちゃ面白い」と評している。
2016年に初めてグラビアをやった時には「魅惑のヒップ」というキャッチフレーズが付けられた。
趣味は音楽鑑賞、人間観察、腹筋、カメラ。2018年より、TOKYO IDOL NETの「アイドルカメラ部」に新入部員として加入が決まった。TIF2022ではカメラ部を設立し、部長を務めた。
特技はダンス、ギター、手の親指が人より曲がる、ソフトボールのスコア書き（高校時代、女子ソフトボール部のマネージャーをしていた）、タロット占い。タロットについては、大アルカナ(22枚)に加えて小アルカナ(56枚)も使用した本格的な占いを始めている。
一般的に良くないとされるカードが出ても、相談者に寄り添い人情味溢れる助言を行う事から「人情占い師」と呼ばれている。
愛犬家で、チワマルの「よん」と暮らしている。実家ではトイプードルの「ぷりん」を飼っており、帰省時などのSNSに登場する。
にんにくが好物である。

## 出演

### テレビ
- えりぬきアイドルがその場で調べるニュースの結論（略して）バラ売り（2016年10月8日(#20) - 、Kawaiian TV）※不定期出演
- 住みまシュフラン（2017年9月14日(#1)、Kawaiian TV）
- 水曜日のダウンタウン（2018年2月21日、TBSテレビ） - 企画『八百長イス取りゲーム』に挑戦
- 浜ちゃんが（2018年6月6日(関西圏)、6月20日(関東圏)、読売テレビ、日本テレビ）。
- 金スマ（2023年11月10日、2024年1月12日、2024年4月5日、2024年5月31日、2024年6月21日、TBSテレビ） - Ｚ世代、ピンチになった人、現役アイドルとして

### ラジオ
- ミュ〜コミ+プラス（2016年10月5日（ゲスト）、2017年2月16日・3月2日（水曜臨時アシスタント（佐藤麗奈の代役））、2018年1月度（水曜マンスリーアシスタント））
- えのぐ白藤環の推してまいる！（2021年2月20日、2022年5月1日、2024年6月30日、ラジオ日本）
- 岡副麻希のほくほくみゅ～じっく（2021年3月21日、文化放送） ※占い師として出演
- よゐこ有野のノーギャラジオ（2022年1月22日、MBSラジオ）[13]

### ネットテレビ
- 矢口真里の火曜The NIGHT（AbemaTV）
  - タロット占いの先生としてゲスト出演（2018年1月10日[14]、2020年1月8日、2020年2月19日）
  - 「教えて!大占生」→「教えて!人情占い師」のコーナーにレギュラー出演[15]（2020年4月15日 - 2022年4月27日）
  - 「水着にもなれるアイドル」回にゲスト出演[16]（2022年5月25日）
  - マンスリーMC（2022年7月6日 - 7月20日[17]）
  - 最終回「７年間ありがとう！アイドル大集合ＳＰ！」に出演[18]（2022年12月28日）

- 「TOKYO IDOL NET presents アイドルと学ぶ『カメラ基礎講座』」（2018年1月 - 、不定期出演、SHOWROOM）
- 「動画、はじめてみました【テレビ朝日公式】」[19][20][21][22][23]（2021年8月 - 、YouTube）
- 「ときどき、カメラ部。」（2022年10月5日 - 、YouTube）

### ライブ
- 「エイベのアイドル夏祭り〜哲、この部屋。無観客ライブ配信〜」（2020年7月4日、OPENREC.tv）
※ ヤサマオシのメンバーとして出演

### 雑誌掲載
- ヤングアニマル（2017年1月13日号(No.1)）
- 週刊ヤングジャンプ（2017年8月24日号(No.36・37)）
- 別冊ヤングチャンピオン（2017年11月号）
- グラビアザテレビジョン（2017年12月(Vol.52)）
- 週刊ヤングジャンプ（2018年3月8日号)
- ヤングガンガン (2018年5月18日号(No.11)、2019年2月1日号(No.04)、2020年3月6日号(No.05))
- 週刊SPA!（2019年9月17日・24日合併号　”美女地図” 水着グラビア、2024年1月30日号「このあと、どうする？」グラビア）

### 写真集
- SPA！デジタル写真集 沖口優奈（2019年9月30日発売）
- LIG collection 10 沖口優奈（2022年9月12日発売、LIG collection season3）
- SPA！デジタル写真集 沖口優奈「仕事帰りの誘惑」（2024年6月21日発売）[24]